# Aron Wolff Berlijnbrug
De Aron Wolff Berlijnbrug (brug 431) is vaste brug in de Prinses Irenebuurt te Amsterdam-Zuid. Alhoewel het brugnummer verwijst naar de jaren dertig, komt de brug uit 1964. Zij ligt in het verlengde van de Cornelis Dopperkade richting het Beatrixpark.

## Eerste versie
Bij de totstandbrenging van het Beatrixpark rond 1938 ontwierp de Dienst der Publieke Werken een keersluis, een schotbalkloodsje en een toegangspad, te bouwen na enig baggerwerk. Op 16 december 1938 ging het project in aanbesteding. In januari 1939 ging de aannemer aan de slag; eind april 1939 was hij klaar. De stelling werd gedurende de Tweede Wereldoorlog dermate beschadigd, dat er een grootscheepse reparatie moest plaatsvinden, dat gecombineerd met allerlei herstelwerkzaamheden aan Amsterdamse bruggen. De omschrijving werd duikersluis.

## Tweede versie
In 1962 werd er opdracht gegeven aan Dick Slebos van de Dienst der Publieke Werken een nieuwe brug te ontwerpen. De duikersluis zou daarbij tevens gesloopt worden, maar de overspanning kon door middel van een brugpijler in het midden aan de randen opgehangen worden aan de bestaande fundering in de landhoofden. De brug kreeg een zakelijk karakter, de enige versieringen bestaan uit de granieten balustraden (de brug heeft geen leuningen) die als zitjes kunnen worden gebruikt. Slebos was voornamelijk actief in Amsterdam Nieuw-West; het is een van de weinige bruggen die hij voor Amsterdam-Zuid ontwierp. Het werk begon in oktober 1963; in juli 1964 was hij klaar. De brug overspant in een betonnen/bakstenen uitvoering een niet bevaarbare waterweg aan de rand dat park. Bij de bouw werd een arbeider getroffen door een losgeschoten kabel. 
Sinds de oplevering ging de brug naamloos als brug 431 is het leven. Op verzoek van een particulier aan de gemeente Amsterdam kreeg het op 5 juli 2016 haar naam. Die naam verwijst naar componist Aron Wolff Berlijn, beter bekend als Anton Berlijn. Aan de benoeming is bijzonder dat de naamloze brug haar naam kreeg in een tijd, dat diezelfde gemeente een aantal bruggen hun officieuze benamingen ontnam in verband met de Basisadministratie Adressen en Gebouwen (BAG).

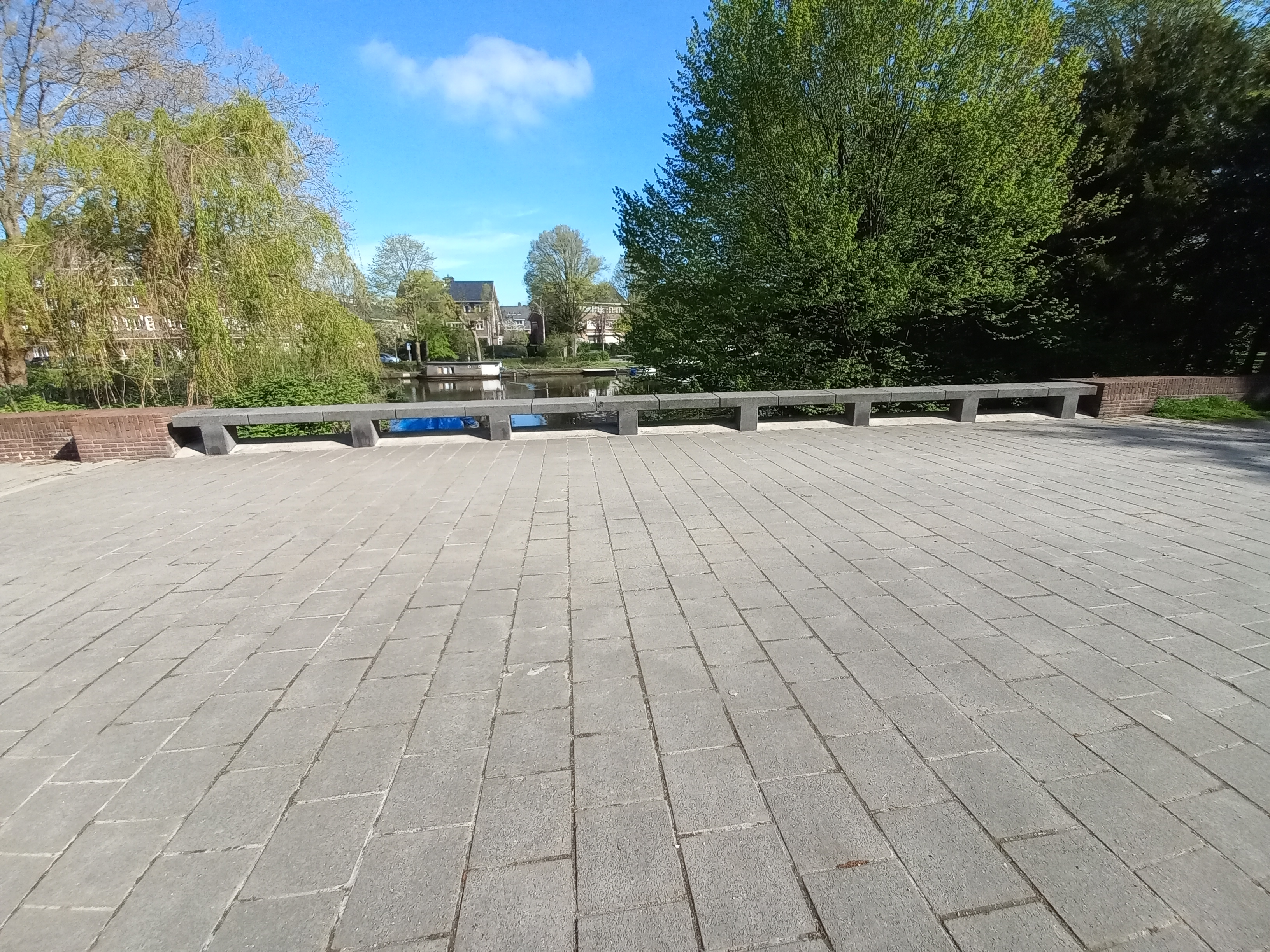
Balustrade van brug 431 gezien richting Zuider Amstelkanaal (april 2023)

<<< · 400 · 401 · 402 · 403 · 404 · 405 · 406 · 407 · 408 · 409 · 410 · 411 · 413 · 414 · 415 · 416 · 417 · 418 · 419 · 420 · 421 · 422 · 423 · 424 · 425 · 427 · 429 · 430 · 431 · 432 · 433 · 434 · 435 · 436 · 437 · 438 · 439 · 440 · 441 · 442 · 443 · 444 · 445 · 446 · 447 · 448 · 449 · 450 · 451 · 452 · 453 · 454 · 455 · 456 · 457 · 458 · 459 · 460 · 461 · 462 · 463 · 464 · 465 · 466 · 469 · 470 · 471 · 472 · 473 · 474 · 475 · 476 · 478 · 479 · 480 · 482 · 483 · 485 · 486 · 487 · 488 · 489 · 490 · 491 · 492 · 493 · 494 · 495 · 496 · 497 · 499 · >>>
Brugnummers 412, 426, 428, 467, 468, 477, 481, 484 en 498 zijn niet (meer) vergeven.